# Château d'Almonacid
Pour les articles homonymes, voir Almonacid.
Le château d'Almonacid se dresse au sommet d'une colline surplombant le village d'Almonacid de Toledo, au sud de la commune.

## Présentation
La composition du château témoigne de sa vocation militaire. Il présente une tour de l'hommage, de grosses tours cylindriques et une barbacane, le tout fait de briques et de pierres de taille.

### Historique
La légende raconte que Rodrigo Díaz de Vivar, le fameux Cid Campeador, s'empare de cette forteresse, lui laissant le nom d' « Almenas del Cid », qui se contracte avec le temps en « Almonacid ». 
Une version moins romanesque mais de source plus fiable indique que le nom du château et du village provient du terme « almonaster », employé par les Almoravides pour désigner les monastères. Le château est en effet sûrement d'origine arabe, sa première référence est un document maure daté de 848. Il est alors un point de surveillance stratégique de l'ancienne route de La Mancha.
En 1097, il devient propriété du roi Alphonse VI, qui le reçoit en dot lors de son mariage avec Zaida, fille du roi maure. Il en fait don à la Cathédrale Sainte-Marie de Tolède, qui le rénove au cours du XIVe siècle sur ordre de l'archevêque don Pedro Tenorio. Il est ensuite utilisé comme prison par Jean Ier de Castille pour y enfermer son demi-frère, don Afonso Henriques, comte de Gijón et Noreña et fils bâtard d'Henri II de Castille.
Durant le XVIIIe siècle, il devient la propriété des comtes de Mora. Lors de la bataille d'Almonacid du 11 août 1809, il sert de refuge aux troupes du général Venegas en lutte  contre les troupes napoléoniennes, dirigées par le maréchal Sebastiani aidé du roi Joseph. Défaite, l'armée espagnole est contrainte de se replier vers le fleuve Guadiana, et le château tombe aux mains des troupes françaises.